# Victodrobia elongata
Victodrobia elongata là một loài động vật chân bụng thuộc họ Hydrobiidae. Đây là loài đặc hữu của Úc.